# FK Orol Nukus
El FK Orol Nukus (en uzbeko: Орол Нукус футбол клуби) es un equipo de fútbol de Uzbekistán que juega en la Primera Liga de Uzbekistán, la segunda categoría de fútbol en el país.

## Historia
Fue fundado en el año 1976 en la ciudad de Nukus con el nombre Amudarya y han cambiado de nombre en varias ocasiones:
- 1976-1989: Amudarya Nukus
- 1990: Aralvodstroevez
- 1991-1999: Aral Nukus
- 2000-: Turon Nukus
- 2007-2012: Jaykhun Nukus
- 2012: Orol Nukus

De 1976 a 1984 el club formó parte de la Segunda Liga Soviética durante el periodo soviético, y en 1992 se convirtió en uno de los equipos fundadores de la Liga de fútbol de Uzbekistán tras la independencia de Uzbekistán. Estuvo por tres temporadas en la primera división hasta que descendió en 1995.
En 1999 logra su regreso a la Liga de fútbol de Uzbekistán en donde jugó por dos temporadas hasta que volvió a descender en 2001.